# Perisama bouchieri
Perisama bouchieri är en fjärilsart som beskrevs av Butler. Perisama bouchieri ingår i släktet Perisama och familjen praktfjärilar. Inga underarter finns listade i Catalogue of Life.